# 신대역 (과일)
신대역(新大驛)은 조선민주주의인민공화국 황해남도 과일군 운성리에 위치한 은률선의 철도역이다.